# پاریس کیا
پاریس کیا (انگلیسی: Paris Kea؛ زادهٔ ۷ آوریل ۱۹۹۶) بازیکن بسکتبال اهل ایالات متحده آمریکا است.